# Biivți, Bohuslav
Biivți (în ucraineană Біївці) este o comună în raionul Bohuslav, regiunea Kiev, Ucraina, formată numai din satul de reședință.

## Demografie
Componența lingvistică a comunei Biivți
     Ucraineană (98,24%)
     Rusă (1,65%)
     Alte limbi (0,12%)
Conform recensământului din 2001, majoritatea populației comunei Biivți era vorbitoare de ucraineană (98,24%), existând în minoritate și vorbitori de rusă (1,65%).